# Петров, Дмитрий Андреевич
Дмитрий Петров (род. 29 августа 1992, Лида, Гродненская область) — белорусский футболист, полузащитник оборонительного плана.

## Биография
Воспитанник лидской ДЮСШ по футболу. Первым тренером являлся отец — тренер «Лиды» Андрей Иванович Петров.
Карьеру начинал в родном футбольном клубе «Лида», дебютировав в 2009 году в игре против минского «СКВИЧ». В сезоне 2009 года Дмитрий в сумме провёл 4 встречи. Следующий сезон начинал в составе слонимского «Коммунальника», выступав за него первый круг чемпионата Беларуси в первой лиге. В середине 2010 года вернулся в «Лиду», за которую выступал до окончания сезона 2016 года, после чего покинул команду.

## Достижения
«Лида»
- Победитель второй лиги чемпионата Белоруссии: 2011